# جرذ الأرز الأمازوني الغربي
جرذ الأرز الأمازوني الغربي (الاسم العلمي: Oryzomys perenensis) (بالإنجليزية: Western Amazonian Oryzomys)‏ هو نوع من الحيوانات يتبع جنس جرذ الأرز من الفصيلة القدادية.